# Manoir de Lohinga
Le manoir de Lohinga est un édifice situé à Guer en France.

## Localisation
Le manoir est situé sur le territoire de la commune de Guer, au lieu-dit Lohinga, dans le département du Morbihan en région Bretagne.

## Description
Le manoir date probablement du XVe et XVIe siècles. Édifice à un étage carré, élévation à travées, construit en moellons sans chaîne en pierre de taille de schiste. Toiture recouverte d'ardoises, noue. Escalier dans-œuvre : escalier tournant à retours sans jour.

## Historique
Édifice datant probablement du XVIIe siècle, armoiries sur l'élévation antérieure, écu écartelé, non élucidées, édifice à comparer avec le manoir du Bois-Garin à Spézet (canton de Carhaix, Finistère).
Le manoir est inscrit à l'inventaire général du patrimoine culturel.